# Belvárdgyula
Belvárdgyula (kroatisch Belvar) ist eine ungarische Gemeinde im Kreis Bóly im Komitat Baranya. Zur Gemeinde gehören die nördlich gelegenen Ortsteile Kisgyula und Gyulapuszta. Die Gemeinde entstand 1927 durch den Zusammenschluss der Orte Belvárd und Kisgyula.

## Geografische Lage
Belvárdgyula  liegt 19,5 Kilometer südöstlich des Komitatssitzes Pécs und 6,5 Kilometer westlich der Kreisstadt Bóly. Nachbargemeinden sind Olasz, Szederkény, Borjád, Nagybudmér, Kiskassa und Birján.

## Geschichte
Der Ort wurde 1285 erstmals urkundlich erwähnt. Im Jahr 1907 gab es in der damaligen Kleingemeinde Belvárd 168 Häuser und 736 Einwohner auf einer Fläche von 2146  Katastraljochen und in der Kleingemeinde Kisgyula 20 Häuser und 194 Einwohner auf einer Fläche von 974  Katastraljochen. 1927 entstand Belvárdgyula durch den Zusammenschluss der Orte Belvárd und Kisgyula.

## Gemeindepartnerschaften
- Hitzendorf, Österreich

## Sehenswürdigkeiten
- Reformierte Kirche, erbaut 1754
- Römisch-katholische Kirche Rózsafüzér királynéja, erbaut 2006
- Springbrunnen (Glóbusz szökőkút)

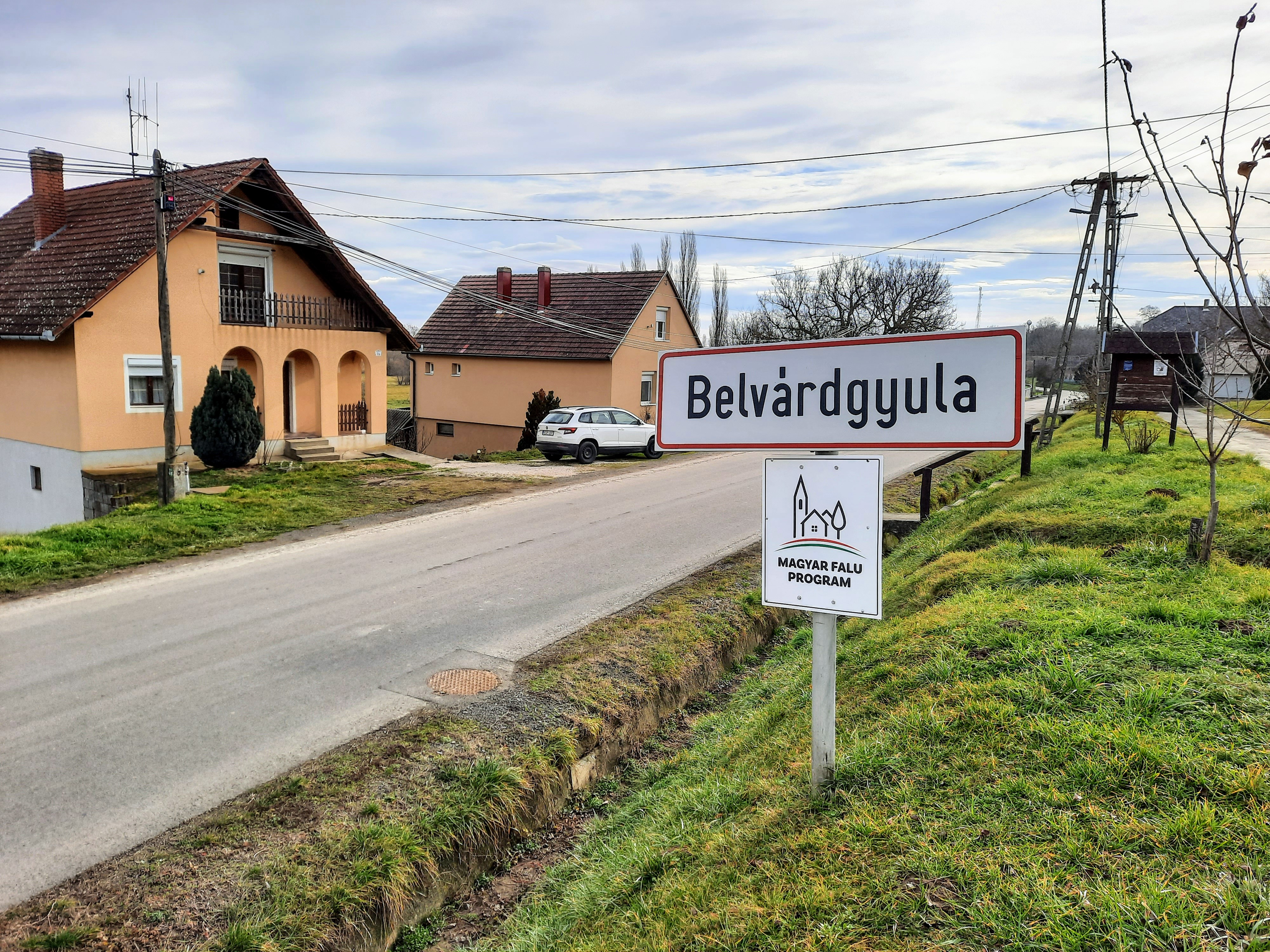
Ortseingang
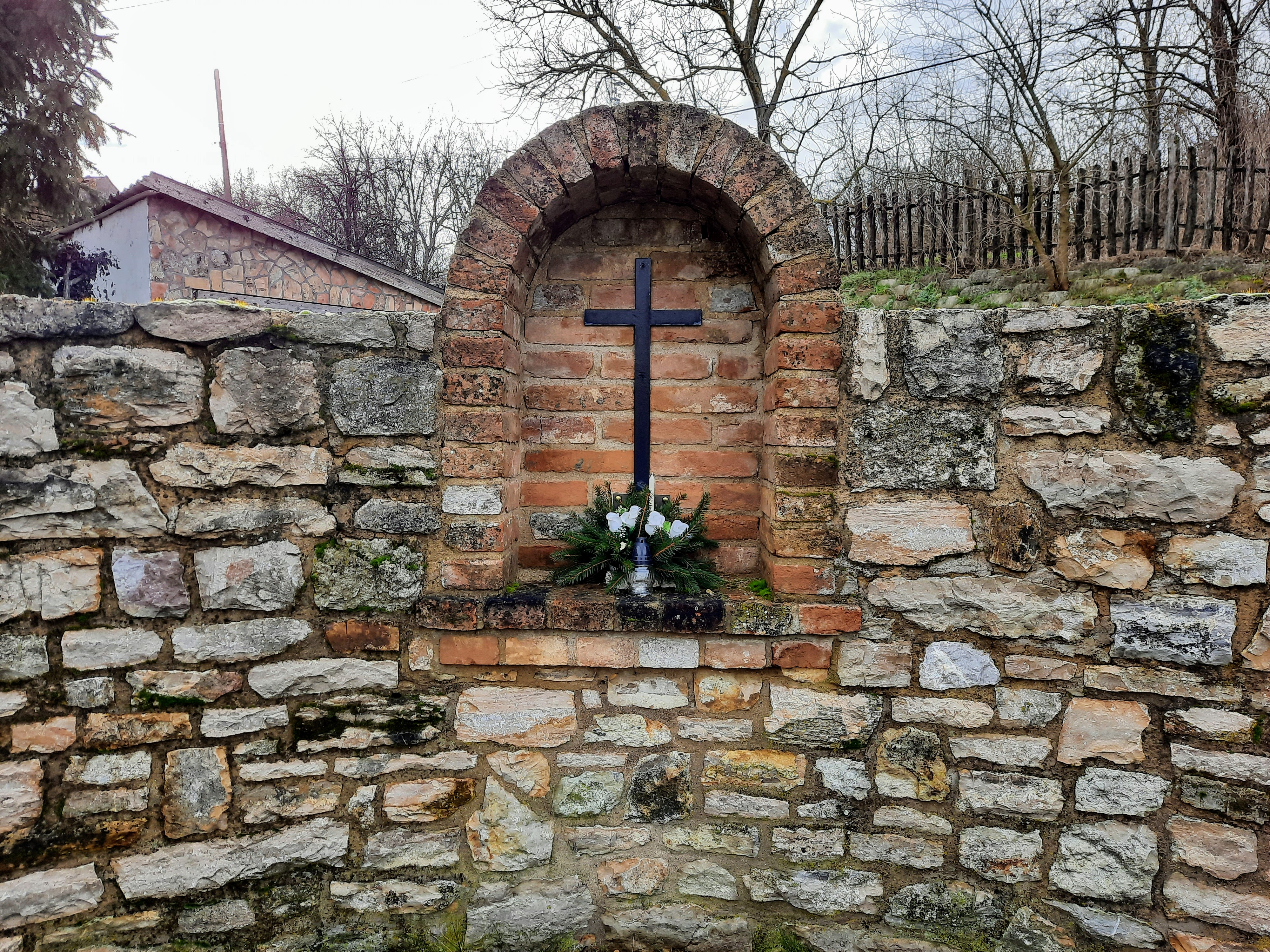
Kreuz an einem Mauerrest der ehemaligen katholischen Kirche
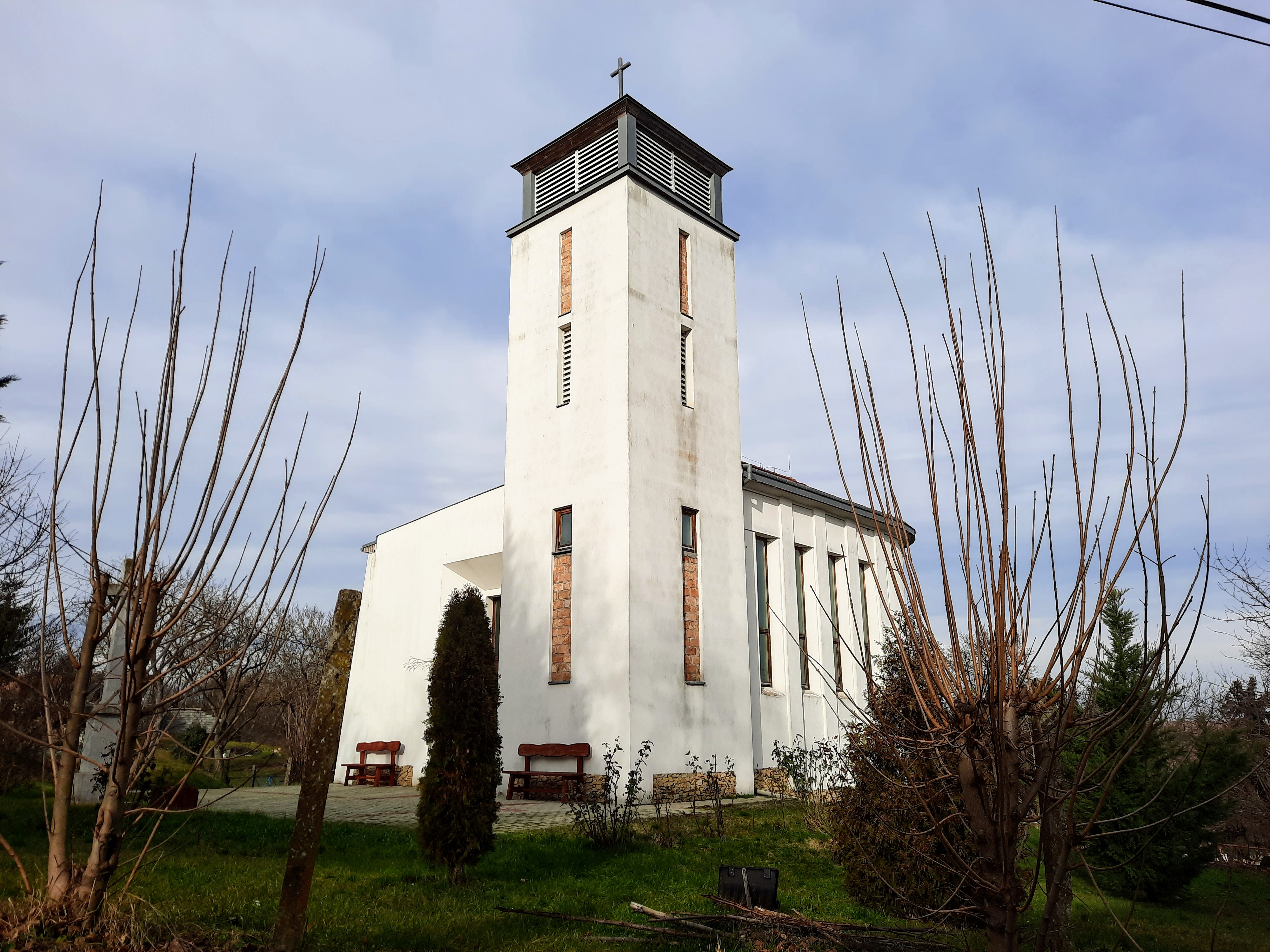
Römisch-katholische Kirche Rózsafüzér királynéja
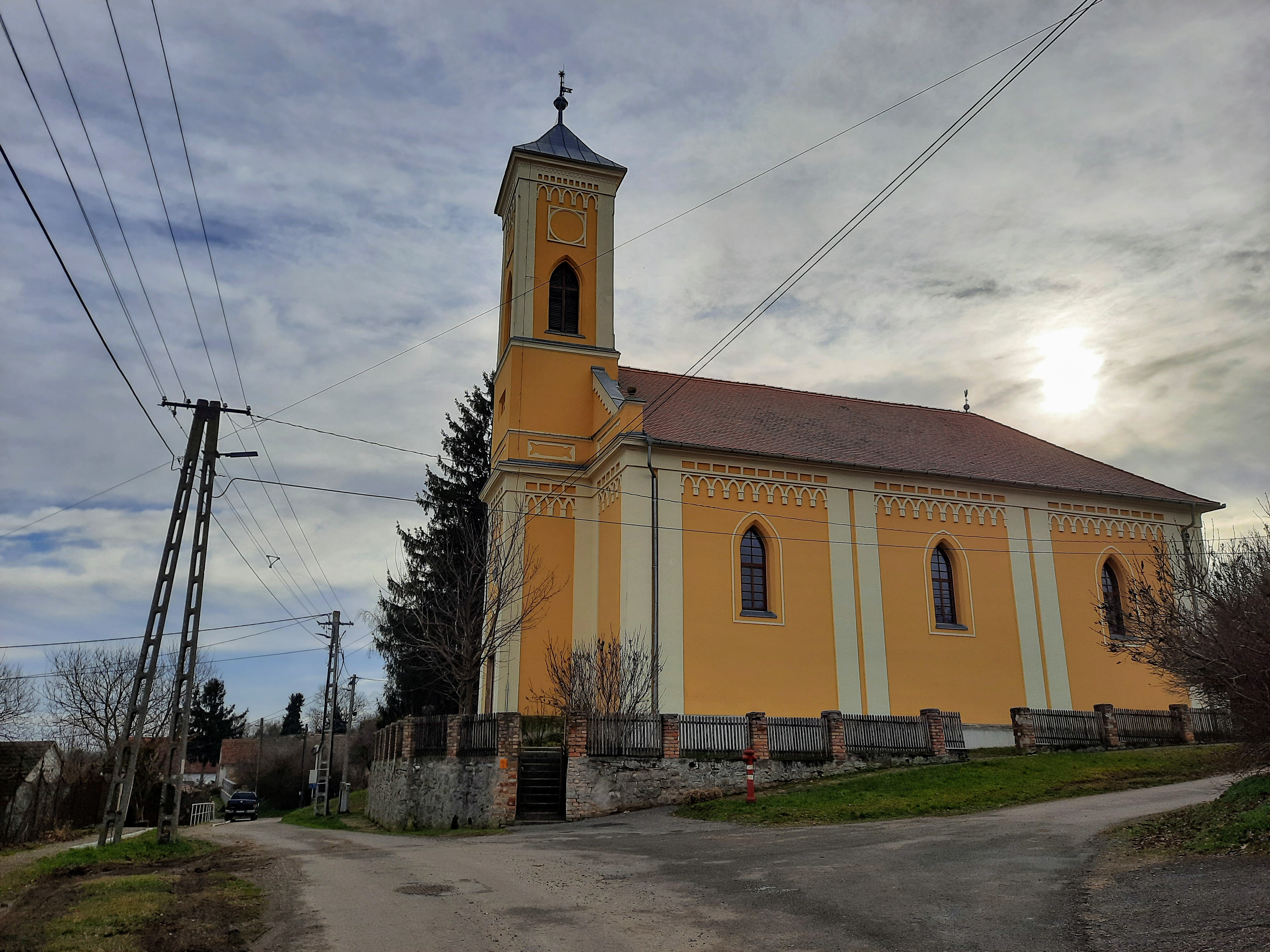
Reformierte Kirche
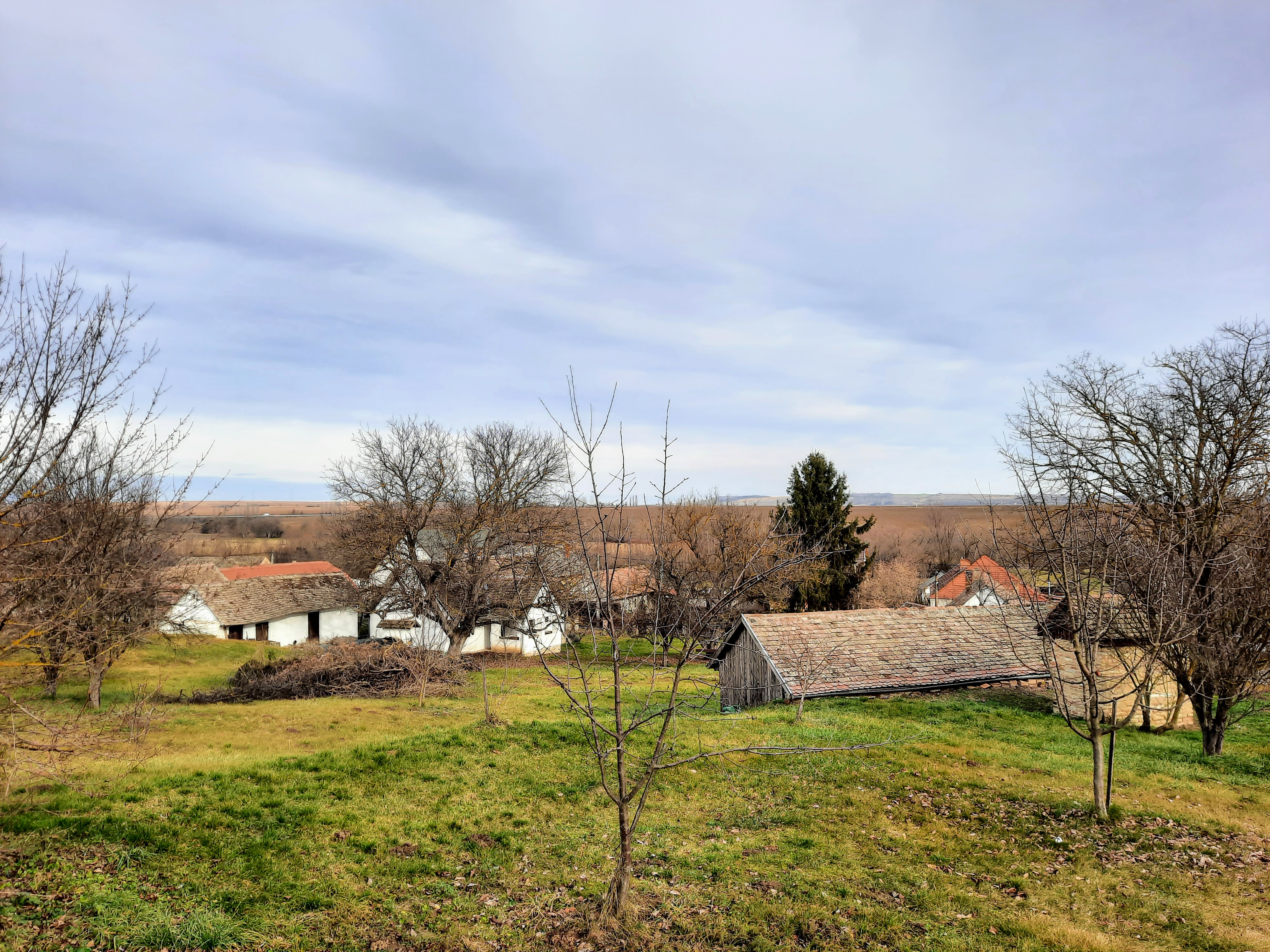
Gärten in Belvárdgyula
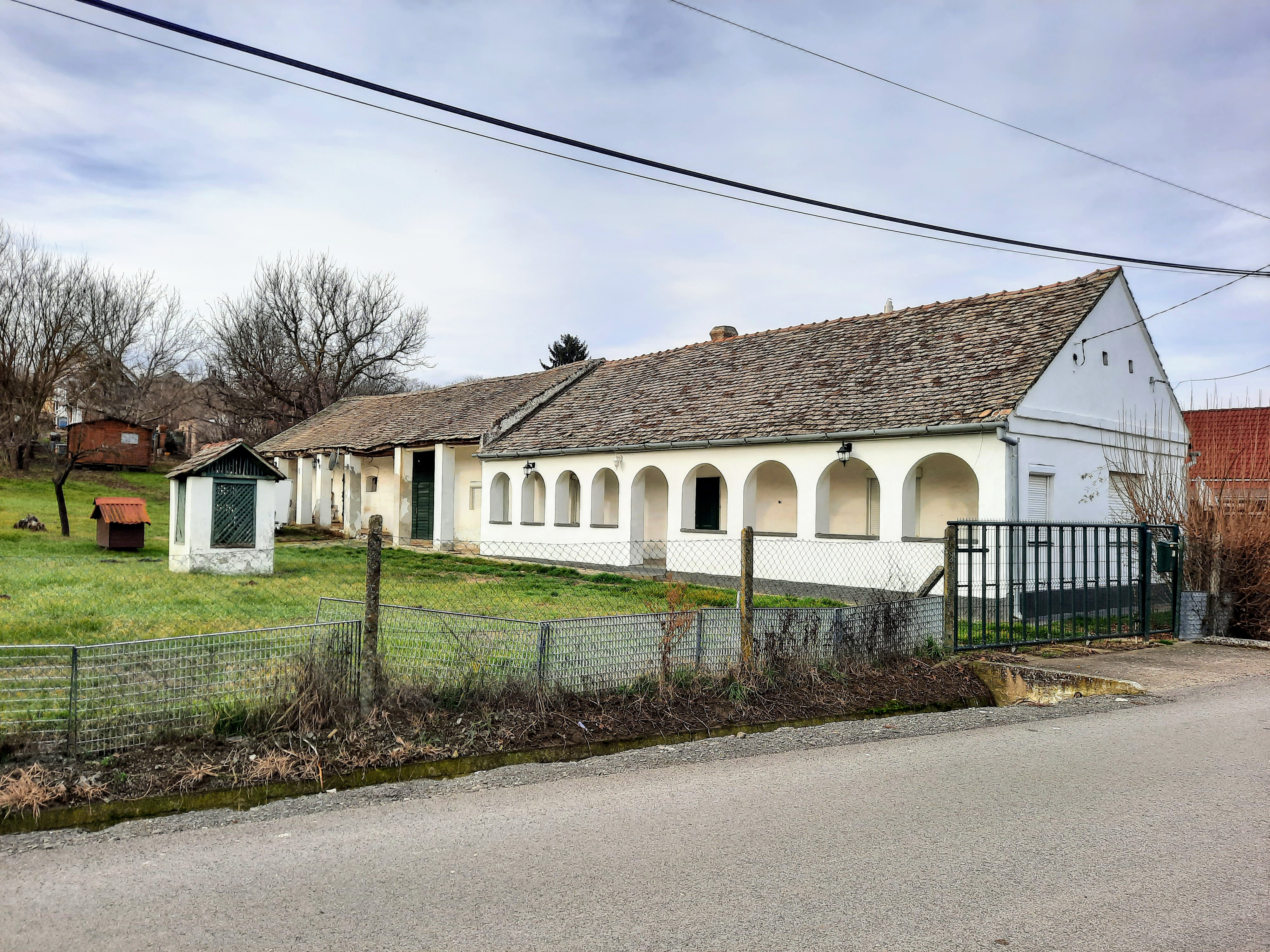
Altes Wohnhaus

## Verkehr
Belvárdgyula ist nur über die Nebenstraße Nr. 57102 zu erreichen. Durch das Gemeindegebiet verlaufen die Hauptstraße Nr. 57 und die Autobahn M60. Es bestehen Busverbindungen nach Pécs sowie vom Ortsteil Kisgyula nach Bóly und Mohács. Die nächstgelegenen Bahnhöfe befinden sich in Bóly und Pécs.